# Engistoneura paralleia
Engistoneura paralleia är en tvåvingeart som först beskrevs av Christian Rudolph Wilhelm Wiedemann 1830.  Engistoneura paralleia ingår i släktet Engistoneura och familjen bredmunsflugor.
Artens utbredningsområde är Sierra Leone. Inga underarter finns listade i Catalogue of Life.